# Abou Abel Thiam
Pour les articles homonymes, voir Thiam.
Abou Abel Thiam est un journaliste, personnalité politique sénégalais et président du collège de l’Agence de Régulation des Télécommunications et des Postes (ARTP).

## Biographie

### Jeunesse
Journaliste sénégalais, né à Matam dans le nord du Sénégal, Abou Abel Thiam est aussi juriste, titulaire d’une maîtrise en Droit public, et enseignant titulaire du certificat spécial de pédagogie et du certificat d’aptitude à la pédagogie (CAP).
Il grandit entre Abidjan où vivaient ses parents et la banlieue dakaroise où il a vécu jusqu'en 2005.

### Carrière dans la presse
Il commence ses activités dans le journalisme en 1988, au journal Sopi, avec une publication créée par l’ancien Président du Sénégal Abdoulaye Wade, avant de faire partie de l’équipe qui a fondé l’hebdomadaire Le Témoin en 1989. Il travaille ensuite  au Wal Fadjri en 1994 avant de devenir le correspondant du magazine Jeune Afrique en Afrique de l’Ouest en 2002.
À cette période, il fait une « couverture » remarquée de la crise en Côte d’Ivoire et il reviendra à Wal Fadjri pour être le directeur de l’information. À partir de 1998, il devient le correspondant à Dakar de la Voice of America « La Voix de l’Amérique ».

### Compagnonnage avec Macky Sall
Il est ensuite nommé en 2006, directeur de la communication et des nouvelles technologies de l’information du conseil de la République (actuel Conseil Economique Social et Environnemental) dirigée à l'époque par M. Mbaye Jacques Diop. À cette fonction il sera remarqué et « débauché »  par M. Macky Sall, Premier ministre du Sénégal, en 2004 pour devenir son conseiller en communication jusqu'en 2008.
Il est membre fondateur de APR( Alliance pour la République), créée en décembre 2008. En avril 2012, après l’accession de Macky au pouvoir, Abou Abel Thiam devient conseillé spécial porte-parole de la présidence de la République du Sénégal. Depuis 2014 il est le président du conseil administration de l’Agence de Régulation des Télécommunications et des Postes (ARTP).